# Chantre

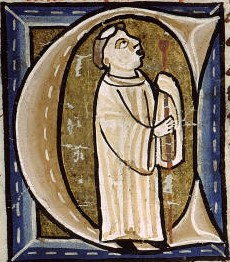
Chantre con el bastón cantoral

El chantre o capiscol, dentro de la Iglesia católica, es el nombre de una dignidad eclesiástica dada dentro de algunos cabildos de colegiatas. Es un cargo que designaba al maestro cantor o del coro en los templos principales, especialmente en las catedrales. En algunos lugares, este término hacía igualmente referencia al sochantre que regía el coro gobernando el canto llano.
Este cargo también existía dentro de algunos monasterios, encargándose además de organizar las procesiones de los clérigos y conservar los libros en ausencia de bibliotecario. Debía vestir con capa e indumentaria especial y portar la batuta o bastón cantoral de maestro durante el cumplimiento de sus funciones. Su equivalente en las sinagogas sería el jazán.
Esta dignidad eclesial está en desuso.

## Origen del nombre

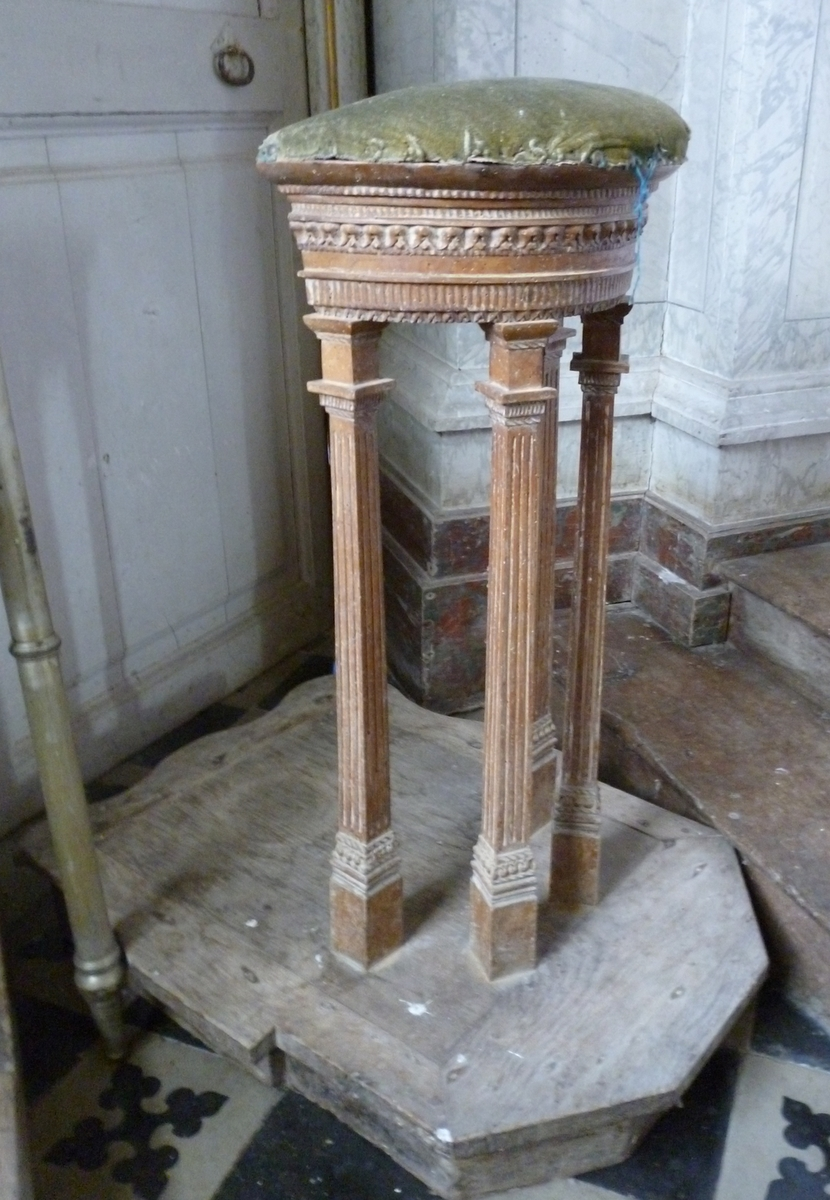
Taburete de chantre

El nombre chantre proviene del francés «chanteur», y este del latín cantorem, acusativo de cantor. La primera aparición del término en castellano está recogida en la Primera de las Siete Partidas de Alfonso X el Sabio:

Chantre tanto quiere decir como cantor, et pertenesce á su oficio de comenzar los responsos, et los himnos et los otros cantos que hobieren á cantar también en las procesiones que fecieren como en el coro».

Por el contrario, en la documentación asturleonesa el término ya aparece recogido con al menos 16 años de antelación:

del uno cabo yaz heredat de Caruallal qui ye de Sancto Vincencio ye del otru cabo yaz heredat de Ules, que tien el chantre. 28 marzo 1240.

### Sochantre
El Sochantre (proviene de "So" debajo y "Chantre") sería el siguiente cargo por debajo del Chantre y este último sería el responsable de elegirle, nombrarle y remunerarle. En ocasiones también es nombrado como Chochantre.
Además de como auxiliar del Chantre, solía encargarse de la enseñanza del canto a niños y capellanes.

## Origen de la dignidad
Los canonistas no coinciden acerca de su origen. Unos la confunden con la de primiciero y otros presumen que el capiscol era antiguamente un individuo del cabildo que cuidaba de los ornamentos y vestidos sacerdotales y de los ministros del altar, según la opinión de los benedictinos. 
San Gregorio el Grande le atribuye una especie de jurisdicción en el coro a fin de velar para que se guarde la mayor decencia en el servicio divino. También parece que tenía derecho de imponer penas a los clérigos que cometían alguna falta y denunciarlos al obispo si no mudaban de conducta. Como el derecho que tienen las dignidades se arregla por la costumbre particular de los cabildos, no se pueden determinar exactamente los diversos privilegios que gozan los capiscoles en las iglesias donde los hay. Varios canonistas afirman que sus funciones eran en lo antiguo las de recaudar los impuestos personales, pero en el día de hoy ya no existen semejantes atribuciones en ellos.